# ГЕС Ljunga
ГЕС Ljunga — гідроелектростанція у центральній частині Швеції. Розміщена між ГЕС Hermansboda (вище за течією) і ГЕС Nederede, входить до складу каскаду на річці Юнган, яка впадає в Ботнічну затоку Балтійського моря біля міста Свартвік.
Першу гідроелектростанцію в цьому районі ввели в експлуатацію у 1912 році для забезпечення хімічного підприємства Ljungaverks. Вона працювала з напором у 40 метрів та використовувалась понад півстоліття, поки в 1973-му не була замінена новим об'єктом, показник напору для якого збільшили до 53 метрів.
Наразі річку перекриває гребля висотою 10 метрів, праворуч від якої облаштовано забір ресурсу для роботи ГЕС. Розташований неподалік підземний машинний зал обладнали двома турбінами типу Френсіс загальною потужністю 59 МВт, які забезпечують виробництво 270 млн кВт-год електроенергії на рік.
Відпрацьована вода повертається в Юнган через відвідний тунель довжиною 2,4 км, що проходить просто під містечком Ljungaverk, після чого продовжується відкритим каналом завдовжки 0,7 км.